# ابوسهل مسیحی

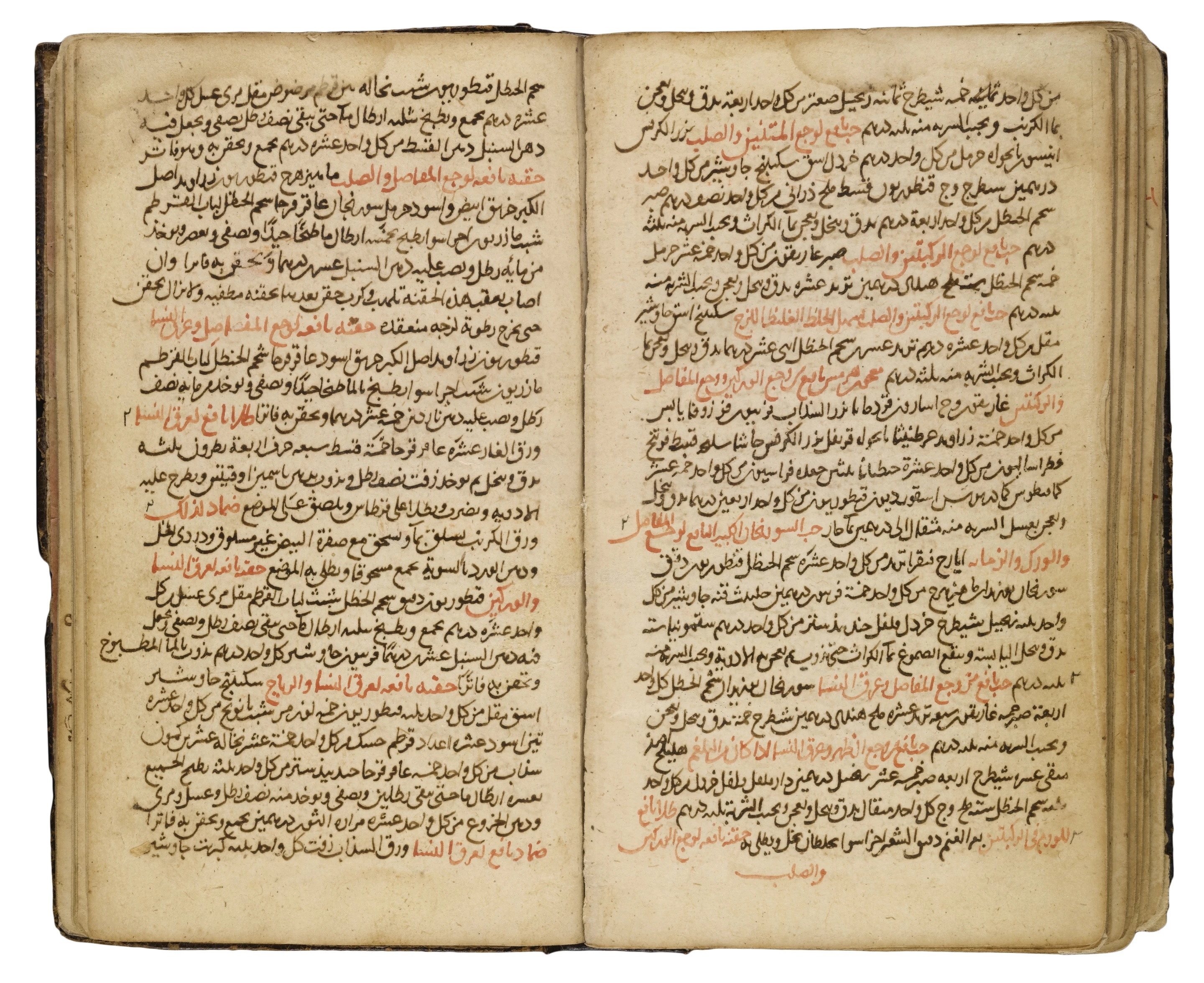
کتاب طِبُ اْلکُلی (کلیات طب) اثری از ابوسهل مسیحی

ابوسهل عیسی بن یحیی بن ابراهیم المسیحی الجرجانی که به نام ابوسهل مسیحی گرگانی شناخته می‌شود، دانشمند و پزشک بزرگ ایرانی نیمهٔ دوم قرن چهارم و همدورهٔ ابن سینا است. او علاوه بر پزشکی در دانش‌های دیگر از جمله هندسه، ستاره‌شناسی، ریاضیات، شعر و حکمت نیز آثاری داشته است. برخی می‌گویند که او از استادان ابن سینا و ابوریحان بوده است. وی در خوارزم و در دربار ابوالعباس مأمون خوارزمشاه زندگی می‌کرد و در سال ۴۰۳ هجری که به همراه ابن سینا از خوارزم به خراسان می‌رفت، بر اثر طوفان شن در بیابان خوارزم درگذشت. مشهورترین کتاب او المائة في الصناعة الطبيعية نام دارد که کتابی بزرگ در پزشکی است.

## جایگاه نظریات و روابط علمی ابوسهل
برخی از تاریخ نگاران که پزشکانی بنام نیز بوده‌اند و نیز بسیاری از معاصران، ابوسهل را استاد ابن سینا در پزشکی دانسته یا به شهرت این انتساب اشاره کرده‌اند، اما ابن سینا دربارهٔ فراگیری پزشکی از کسی نام نبرده و تنها گفته است: «از آنجا که این دانش چندان دشوار نیست، من در اندک مدتی بر همه آن آگاه شدم.» بسیاری بر چیره‌دستی او در پزشکی تأکید داشته‌اند و حتی برخی او را برتر از ابن سینا دانسته‌اند. قطب الدین شیرازی در جای جای کتاب بزرگ خود التحف‍ـة السعدی‍ـة که شرحی مفصل بر قانون ابن سینا، همراه با تحلیل و مقایسه آن با آراء پزشکان و فیلسوفان دیگر است، از نظریات ابوسهل بیش از آراء دیگر دانشمندان سود جسته و در برخی جاها نظر وی را بر آراء ابن سینا و دیگران ترجیح داده است.